# Proclamatie van de afschaffing van de monarchie

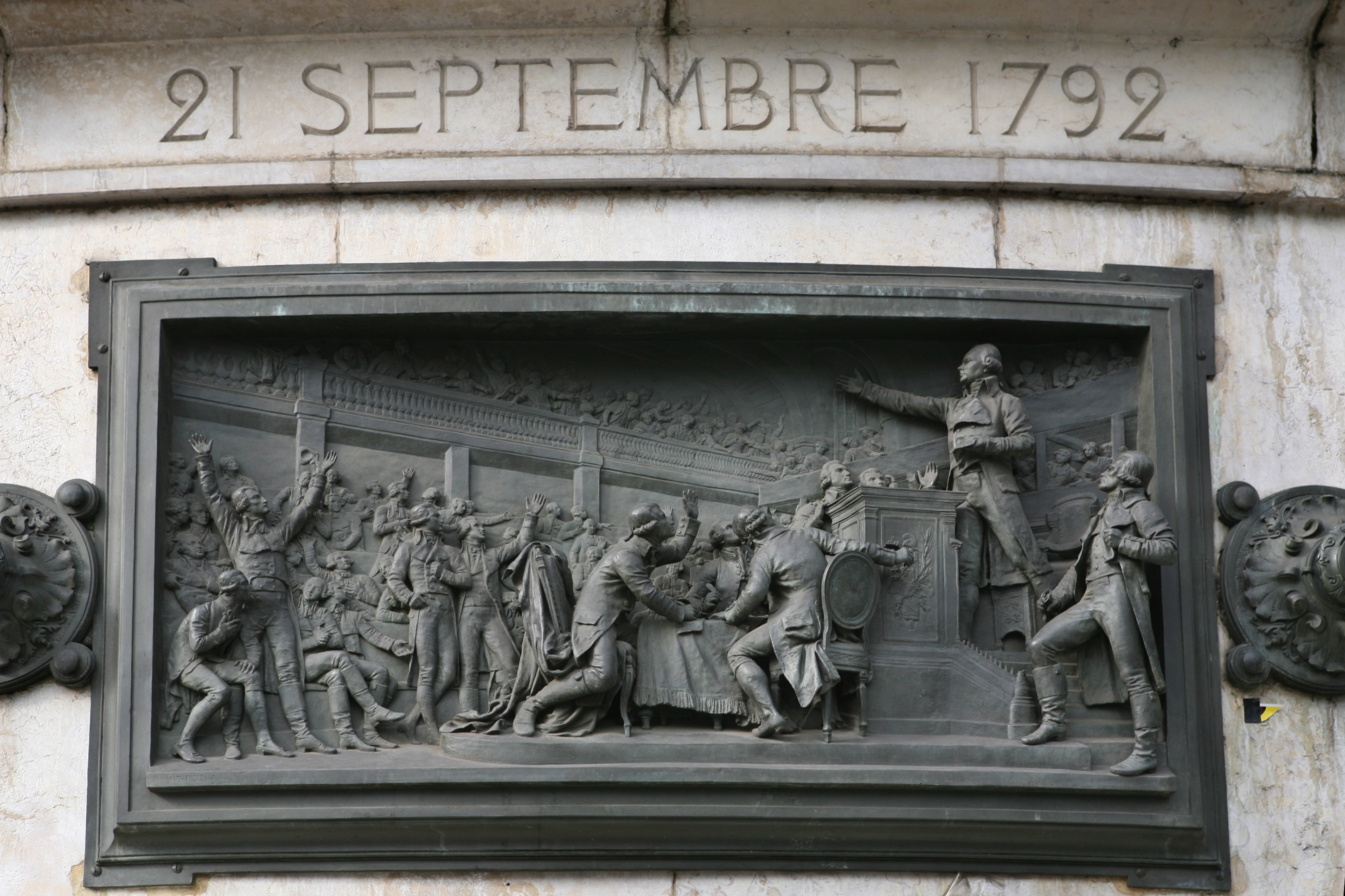
Proclamatie van de afschaffing van de monarchie, bronzen hoogreliëf door Léopold Morice, Monument de la République, Place de la République, Parijs, 1883.

De Proclamatie van de afschaffing van de monarchie (Frans: Proclamation de l'abolition de la royauté) was een proclamatie van de Nationale Conventie van Frankrijk  tijdens de Franse Revolutie die bekendmaakte dat zij de Franse monarchie op 21 september 1792 had afgeschaft.

## Achtergrond
De afgevaardigden van de Conventie werden geïnstrueerd om de crisis te beëindigen die was uitgebroken sinds de verijdelde Vlucht naar Varennes van Lodewijk XVI (juni 1791) en de bloederige Bestorming van de Tuilerieën (10 augustus 1792). Hun middenklasse-achtergrond en hun politieke activiteit betekende dat de meesten van hen geen sympathie hadden voor de monarchie. Bovendien vond de overwinning bij de Slag bij Valmy (het eerste militaire succes van de revolutie) plaats op 20 september, dezelfde dag als de vergadering, die daarmee hun overtuiging sterkte.

## Voorstel tot afschaffing
Toen de afgevaardigde voor Parijs, Jean-Marie Collot d'Herbois, de afschaffing voorstelde, ontmoette hij weinig weerstand – hooguit probeerde Claude Basire, vriend van Georges Jacques Danton, het enthousiasme enigszins te temperen door een discussie aan te raden voordat een besluit werd genomen. Maar abt Henri Grégoire, constitutionele bisschop van Blois, reageerde fel op enige suggestie van debat:

Waarom hebben we discussie nodig als iedereen het erover eens is? Koningen zijn monsters zowel in de morele als de fysieke orde. De gerechtshoven zijn een werkplaats voor misdaad, de foyer voor corruptie en het hol van tirannen. De geschiedenis van de koningen is het martyrologium van de naties!

Jean-François Ducos steunde hem in het bevestigen dat enige discussie zinloos zou zijn "nadat de lichten zich hadden verspreid door 10 augustus". Dit samenvattende argument diende als debat en het besluit werd unaniem genomen, waarmee de Eerste Franse Republiek was geboren.

## Einde van een tijdperk
In de nasleep van de proclamatie groeiden de inspanningen om de laatste restanten van het ancien régime uit te wissen. Naarmate de datum van de eerste verjaardag van de Republiek naderde, nam de Conventie een reeks wetten aan die veel bekende ancien systemen van orde en meten vervingen, zoals de oude christelijke kalender. Deze dramatische veranderingen waren een krachtige aanmoediging voor het groeiende antiklerikalisme, dat Frankrijk wilde ontkerstenen. De nieuw ontworpen Franse republikeinse kalender dankte alle christelijke verwijzingen af en berekende de tijd vanaf de eerste volle dag van de Republiek na de monarchie: 22 september 1792, de eerste dag van jaar één.